# Église Saint-Martin d'Avennes
L’église Saint-Martin est un édifice religieux situé au cœur du village d’Avennes (commune de Braives, province de Liège, en Belgique) et appartenant à l’actuel diocèse de Liège. Historiquement, l’église a appartenu à l’ancienne principauté épiscopale de Liège jusqu’à la suppression de cette dernière à la fin du XVIIIe siècle. L’« ecclesia de Auennes » est mentionnée pour la première fois dans une charte datant de 1230, bien que l’origine de la paroisse et du monument soit antérieure à cette date.

## Historique
L’église Saint-Martin a été bâtie au milieu du XIIe siècle, mais de cette époque ne subsiste plus désormais que le chœur à abside semi-circulaire orné d’une galerie naine. La nef et la tour occidentale, qui comme le chœur, avaient été profondément remaniées au cours du XVIIIe siècle, ont été intégralement démolies et reconstruites en style néo-roman par les architectes Auguste Van Assche et Louis Corthouts, lors d’une campagne de restauration s’échelonnant entre 1899 (décision des autorités locales) et 1911 (livraison des derniers éléments de mobilier), le gros œuvre ayant été élevé en 1905-1906. C’est l’essor démographique considérable du village tout au long du XIXe siècle et l’étroitesse de l’ancienne église qui ont poussé les administrations locales à agrandir le bâtiment.
La préservation du chœur roman tient au fait que la Commission royale des monuments avait expressément interdit aux restaurateurs de démolir cette abside ornée d’une rare galerie naine, avec d’autant plus de conviction que quelques années auparavant, l’ancienne église de Saint-Nicolas-en-Glain, qui possédait une abside similaire, avait été intégralement démolie après être progressivement tombée en ruine.
Le chœur a conservé la plupart de son décor sculpté roman, situé dans la galerie naine et dans les ébrasements intérieurs des trois baies axiales. Plusieurs pièces mobilières datant du XVIIIe siècle sont également toujours visibles dans la nef aujourd’hui (chaire de vérité). L’église possède encore la majeure partie de son mobilier du début du XXe siècle (maître autel, fonts baptismaux, chaises, etc.). 
L’architecte Louis Corthouts a également dessiné les plans de l’actuelle église Notre-Dame à Braives, élevée en 1908. Le chœur néo-roman de cet édifice s’inspire du chœur de Saint-Martin d’Avennes, que l’architecte restaura quelques années auparavant.